# نشانگر زیستی سرطان

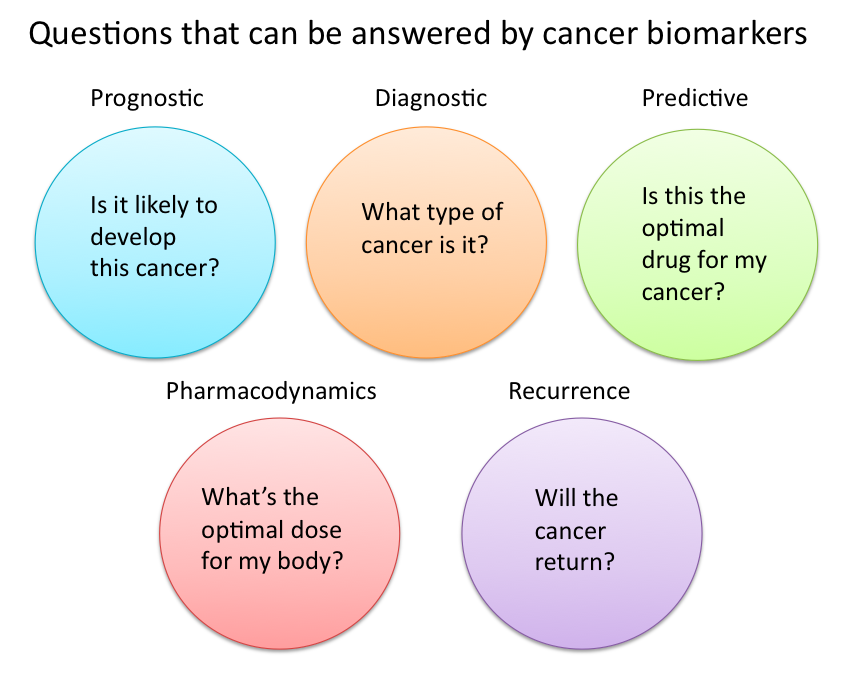
پرسش‌ها و چالش‌هایی که با نشانگرهای زیستی پاسخ داده می‌شوند

نشانگر زیستی سرطان به ماده یا فرایندی گفته می‌شود که نشان‌دهندۀ وجود سرطان در بدن است. نشانگر زیستی نیز ممکن است مولکولی باشد که توسط تومور ترشح شود. در ضمن می‌تواند مولکولی در اثر واکنش بدن به سٰرطان باشد و ترشح شود. از نشانگرهای زیستی ژنتیکی، اپی ژنتیک، پروتئومیک، گلایکومیک، و تصویربرداری می‌توان برای تشخیص سرطان، پیشگیری و اپیدمیولوژی (همه‌گیرشناسی) استفاده کرد. در حالت کلی، این نشانگرهای زیستی می‌توانند در مایعات زیستی غیر تهاجمی مانند خون یا سرم مورد سنجش قرار گیرند.

سرطان بیماری است که جامعه را در سطح جهانی تحت تأثیر قرار می‌دهد. با آزمایش نشانگرهای زیستی، می‌توان تشخیص زودهنگام داد تا از مرگ و پیشرفت این بیماری جلوگیری شود.

چالش‌های زیادی در انتقال و بررسی تحقیقات نشانگر زیستی به فضای بالینی وجود دارد. تعدادی از نشانگرهای زیستی مبتنی بر ژن و پروتئین، در بعضی از موارد در مراقبتی، شناخت و درمان بیمار استفاده شده‌است. از جمله این موارد می‌توان به AFP (سرطان کبد)، BCR-ABL (سرطان خون میلوئیدی مزمن)، BRCA1 / BRCA2 (سرطان پستان / تخمدان)، BRAF V600E (ملانوم / سرطان روده بزرگ)، CA-125 (سرطان تخمدان)، CA19.9 (سرطان لوزالمعده))، CEA (سرطان روده بزرگ)، EGFR (سرطان ریه سلول کوچک)، HER-2 (سرطان پستان)، KIT (تومور استرومایی دستگاه گوارش)، PSA (آنتی‌ژن اختصاصی پروستات) (سرطان پروستات)، S100 (ملانوم) اشاره کرد. عمده‌ترین نشانگرهای زیستی سرطان‌ها، پروتئین‌های جهش یافته هستند زیرا فقط از تومور موجود می‌توانند تولید شوند. این پروتئین‌های جهش یافته توسط Selected Reaction Monitoring (SRM) شناسایی می‌شوند. در صورت تشخیص زودهنگام از طریق معاینه، حدود ۴۰٪ از سرطان‌ها قابل درمان هستند.

## تعریف نشانگرهای زیستی سرطان
سازمان‌ها و نشریات تعاریف متفاوتی از نشانگر زیستی ارائه می‌دهند. در بسیاری از زمینه‌های پزشکی، نشانگرهای زیستی به پروتئین‌های قابل شناسایی یا اندازه‌گیری در خون یا ادرار گفته می‌شود. این اصطلاح غالباً برای پوشش دادن هر خاصیت مولکولی، بیوشیمیایی، فیزیولوژیکی یا آناتومیکی قابل عددسازی یا اندازه‌گیری است.
به‌طور خاص، انستیتوی ملی سرطان آمریکا (NCI)، نشانگر زیستی را چنین تعریف می‌کند: یک مولکول بیولوژیکی که در خون، مایعات بافتی یا بافت‌ها یافت می‌شود. این مولکول می‌تواند نشانه فرایند عادی یا غیرعادی، یک بیماری یا حالت باشد. یک نشانگر زیستی نیز می‌تواند برای بررسی نحوه پاسخ بدن به یک درمان برای بیماری یا وضعیت استفاده شود. نشانگر مولکولی و مولکول اثر نیز نامیده می‌شود.
در تحقیقات سرطان و پزشکی، سه روش عمده استفاده از نشانگرهای زیستی وجود دارد:
1. کمک به تشخیص شرایط، مانند شناسایی سرطان‌ها در مراحل اولیه (تشخیصی)
2. پیش‌بینی میزان تهاجمی بودن وضعیت، مانند تعیین توانایی جبران خسارت بیمار در غیاب درمان (پیشبینی)
3. پیش‌بینی پاسخ بیمار به درمان (پیش‌بینی)

## نقش نشانگرهای زیستی در تحقیقات سرطان و پزشکی

### موارد استفاده از نشانگرهای زیستی در داروی سرطان

#### ارزیابی ریسک
نشانگرهای زیستی سرطان، به ویژه آنهایی که با جهش‌های ژنتیکی یا تغییرات اپی ژنتیکی مرتبط هستند، معمولاً یک روش کمی برای تعیین زمان مستعد بودن افراد برای مبتلا شدن به انواع خاصی از سرطان‌ها ارائه می‌دهند. نمونه‌های مهم و اصلی نشانگرهای زیستی پیش‌بینی سرطان شامل جهش در ژن‌های KRAS، p53، EGFR , erbB2 برای سرطان روده بزرگ، مری، کبد و لوزالمعده است. موارد دیگری نیز مانند جهش ژن‌های BRCA1 و BRCA2 در سرطان پستان و تخمدان، متیلاسیون غیرطبیعی ژنهای سرکوبگر تومور p16، CDKN2B و p14ARF برای سرطان مغز وجود دارد. متیلاسیون بیش از حد، MYOD1، CDH1 و CDH13 برای سرطان دهانه رحم، و هیپرمتیلاسیون از P16، P14، و RB1، برای سرطان دهان هم وجود دارد.

#### تشخیص
نشانگرهای زیستی سرطان می‌توانند تشخیص خاص سرطان نیز مفید باشند. این امر به ویژه در مواردی وجود دارد که نیاز به تعیین وضعیت تومورهای اصلی یا متاستاتیک باشد. برای ایجاد این تمایز، محققان می‌توانند تغییرات کروموزومی موجود در سلولهای واقع در محل تومور اولیه را در مقایسه با آنچه در محل ثانویه یافت می‌شود، غربال کنند. در صورت مطابقت تغییرات می‌توان تومور ثانویه را متاستاتیک تشخیص داد. در حالی که اگر تغییرات متفاوت باشد، تومور ثانویه را می‌توان به عنوان یک تومور اولیه مشخص تشخیص داد. به عنوان مثال، افراد مبتلا به تومور به دلیل سلول‌های سرطانی که از طریق آپوپتوز عبور کرده‌اند، سطح بالایی از DNA تومور در حال گردش در بدن (ctDNA) دارند. این نشانگر تومور در خون، بزاق یا ادرار قابل تشخیص است. با توجه به ناهمگنی بالای مولکولی تومورها که توسط مطالعات تعیین توالی نسل بعدی مشاهده شده‌است، به تازگی امکان شناسایی نشانگر زیستی مؤثر برای تشخیص زودهنگام سرطان زیر سؤال رفته‌است.

#### پیش‌بینی تشخیصی و پیش‌بینی‌های درمانی
موارد دیگر استفاده از نشانگرهای زیستی در درمان سرطان برای پیشگیری بیماری است که پس از تشخیص سرطان در فرد صورت می‌گیرد. در اینجا نشانگرهای زیستی می‌توانند در تعیین میزان بدخیم یا خوش‌خیم بودن یک سرطان شناسایی و تعیین شوند. همچنین در تعیین احتمال واکنش بدن و موفقیت درمان معین مفید باشند. به دلیل این که تومورهایی که نشانگرهای زیستی خاصی از خود نشان می‌دهند، ممکن است به درمان‌های مرتبط با بیان یا حضور نشانگر زیستی پاسخ دهند. نمونه‌هایی از این نشانگرهای زیستی پیشگیری شامل افزایش سطح مهارکننده متالوپپتیداز 1 (TIMP1)، نشانگر مرتبط با اشکال تهاجمی تری از میلوما، گیرنده استروژن بالا (ER) یا بیان گیرنده پروژسترون (PR) است. نشانگرهای مرتبط با بهتر است بقای کلی در بیماران مبتلا به سرطان پستان. تقویت ژن HER2 / neu، نشانگر نشان دهنده سرطان پستان به درمان تراستوزوماب پاسخ می‌دهد. جهش در اگزون ۱۱ پروتئین-انکوژن c-KIT، نشانگر نشانگر تومور استرومایی دستگاه گوارش (GIST) احتمالاً به درمان ایماتینیب پاسخ خواهد داد. و جهش در حوزه تیروزین کیناز EGFR1، نشانگر نشانگر سرطان ریه سلول کوچک سلول بیمار (NSCLC) احتمالاً به درمان ژفیتینیب یا ارلوتینیب پاسخ خواهد داد.

#### فارماکودینامیک و فارماکوکینتیک
نشانگرهای زیستی را همچنین می‌توان برای تعیین موثرترین روش درمانی برای سرطان یک فرد خاص استفاده کرد. به دلیل تفاوت در ترکیب ژنتیکی هر فرد، اثرگذاری ساختار شیمیایی داروها را در هر فرد ممکن است متفاوت باشد. در برخی موارد، کاهش متابولیسم داروهای خاص می‌تواند شرایط خطرناکی را ایجاد کند که در آن سطح بالایی از دارو در بدن انباشته شود. به همین ترتیب، تصمیمات مربوط به دوز دارو در درمان‌های خاص سرطان می‌تواند از غربالگری این نشانگرهای زیستی بهره‌مند شود. به عنوان مثال، ژن رمزگذار آنزیم تیوپورین متیل ترانسفراز (TPMPT) است. افراد مبتلا به جهش در ژن TPMT قادر به متابولیسم و مصرف مقادیر زیادی از داروی مرکاپتوپورین که برای سرطان خون استفاده می‌شود، نیستند. این مورد به‌طور بالقوه باعث کاهش بسیار زیاد تعداد گلبول سفید خون در چنین بیمارانی می‌شود. به بیماران با جهش TPMT توصیه می‌شود برای رعایت نکات ایمنی، دوز کمتری از مرکاپتوپورین به آنها داده شود.

#### نظارت و کنترل بر پاسخ درمانی
نشانگرهای زیستی سرطان همچنین در نظارت بر عملکرد یک درمان در طول زمان کاربرد دارند. تحقیقات زیادی در این زمینه خاص انجام شده‌است؛ زیرا نشانگرهای زیستی این امکان را دارند که هزینه‌ها را به‌طور قابل توجهی در فرایند درمان و مراقبت بیمار کاهش دهند. توجه به این نکته هم مهم است که آزمایش‌های مبتنی بر تصویر مانند CT و MRI برای نظارت بر وضعیت تومور بسیار پرهزینه هستند.
یک نشانگر زیستی مهم، نشانگر زیستی پروتئین S100 -beta است که برای بررسی پاسخ ملانوم بدخیم، به کار می‌رود. در چنین ملانوم‌ها، ملانوسیت‌ها که سلول‌های رنگدانه پوست هستند، پروتئین S100-beta را در غلظت‌های بالا و وابسته به تعداد سلول‌های سرطانی تولید می‌کنند؛ بنابراین پاسخ به درمان با کاهش سطح S100-beta در خون چنین افرادی همراه است.
به همین ترتیب، تحقیقات آزمایشگاهی نشان داده‌است که سلولهای توموری که تحت آپوپتوز قرار می‌گیرند می‌توانند اجزای سلولی مانند سیتوکروم c، نوکلئوزوم‌ها، سیتوکراتین -۱۸ شکاف خورده و E-cadherin را آزاد کنند. مطالعات نشان داده‌است که این ماکرومولکول‌ها و سایر مواد می‌توانند در جریان سرطان در گردش خون وجود داشته باشند و منبع بالقوه ای از معیارهای بالینی را برای نظارت بر درمان فراهم می‌کنند.

#### عود
نشانگرهای زیستی سرطان همچنین می‌توانند در پیش‌بینی یا نظارت بر عود سرطان کاربرد داشته باشند. روش Oncotype DX® سرطان پستان یکی از این آزمایش‌ها است که برای پیش‌بینی احتمال عود سرطان پستان استفاده می‌شود. آزمایش Thist برای زنانی که در مراحل اولیه (مرحله I یا II)، گره منفی، گیرنده استروژن مثبت (ER +) سرطان مهاجم پستان قرار دارند و تحت درمان با هورمون درمانی قرار دارند، در نظر گرفته شده‌است. Oncotype DX پانلی از ۲۱ ژن را در سلولهای گرفته شده در طی بیوپسی تومور بررسی می‌کند. نتایج آزمون به صورت درجه عود آورده می‌شود که احتمال عود در ده سال را نشان می‌دهد.

### موارد استفاده از نشانگرهای زیستی در تحقیقات سرطان

#### ایجاد اهداف دارویی
از نشانگرهای زیستی در تمام مراحل کشف داروی مؤثر بر سرطان ستفاده می‌شود. به عنوان مثال، در دهه ۱۹۶۰، محققان کشف کردند که اکثر بیماران مبتلا به سرطان خون مزمن میلوژن دارای ناهنجاری ژنتیکی خاصی در کروموزوم‌های ۹ و ۲۲ هستند که کروموزوم فیلادلفیا نامیده می‌شود. وقتی این دو کروموزوم با هم ترکیب می‌شوند، ژن ایجادکننده سرطان ایجاد می‌کنند که به BCR-ABL معروف است. در چنین بیمارانی، این ژن به عنوان نقطه اولیه اصلی در همه علائم ظاهری فیزیولوژیکی سرطان خون عمل می‌کند. برای سالهای متمادی، BCR-ABL به سادگی به عنوان نشانگر زیستی برای طبقه‌بندی یک نوع خاص از سرطان خون استفاده می‌شد. با این حال، سازندگان دارو در نهایت توانستند ایماتینیب، داروی قدرتمندی را تهیه کنند که به‌طور مؤثر و کارا این پروتئین را مهار می‌کند و تولید سلولهای حاوی کروموزوم فیلادلفیا را به میزان قابل توجهی کاهش می‌دهد.

#### نقطه انتهای جایگزین
یکی دیگر از زمینه‌های مهم کاربرد نشانگرهای زیستی، در مناطق انتهای جایگزین است. در این کاربرد، نشانگرهای زیستی به عنوان عامل اصلی برای تأثیر دارو بر جلوگیری پیشرفت و بقای سرطان عمل می‌کنند. در حالت ایده‌آل، استفاده از نشانگرهای زیستی معتبر باعث می‌شود بیماران مجبور به انجام بیوپسی تومور و آزمایش‌های بالینی طولانی برای تعیین تأثیر داروی جدید نشوند. در استاندارد مراقبت و درمان فعلی، معیار تعیین اثربخشی دارو این است که آیا پیشرفت سرطان در انسان کاهش یافته‌است یا خیر. در نهایت این موضوع آیا بقا و عمر بیمار را طولانی می‌کند یا خیر. با این حال، جایگزین‌های نشانگرهای زیستی موفق می‌توانند در صورت حذف داروهای ناموفق از خط توسعه، قبل از ورود به آزمایشهای بالینی، در وقت، تلاش و هزینه قابل توجهی صرفه جویی کنند.
برخی از ویژگی‌های ایده‌آل نشانگرهای زیستی جایگزین جایگزین عبارتند از:
- نشانگر زیستی باید در فرآیندی که باعث سرطان می‌شود دخالت داشته باشد
- تغییرات در نشانگر زیستی باید با تغییرات بیماری ارتباط داشته باشد
- سطح نشانگرهای زیستی باید به اندازه کافی بالا باشد تا بتوان آنها را به راحتی و با اطمینان اندازه‌گیری کرد
- سطح یا وجود نشانگر زیستی باید به راحتی بین بافت طبیعی، سرطانی و پیش سرطانی تفاوت بگذارد
- درمان مؤثر سرطان باید سطح نشانگر زیستی را تغییر دهد
- سطح نشانگر زیستی نباید خود به خود یا در پاسخ به سایر عواملی که به درمان موفقیت‌آمیز سرطان مربوط نیست تغییر کند.

دو زمینه اصلی که به عنوان نشانگرهای جایگزین مورد توجه قرار می‌گیرند، سلول‌های تومور در گردش (CTC) و ریزآران‌ای های در گردش است. هر دو این نشانگرها با تعداد سلولهای تومور موجود در خون ارتباط دارند. به همین ترتیب، انتظار می‌رود که جایگزین پیشرفت و متاستاز تومور باشد. با این حال، موانع مهم در برابر پذیرفتن آنها شامل مشکل غنی سازی، شناسایی و اندازه‌گیری سطح CTC و miRNA در خون است. احتمالاً فناوری‌ها و تحقیقات جدید برای انتقال و استفاده از آنها، به مراقبت‌های بالینی لازم است.

## انواع نشانگرهای زیستی سرطان

### نشانگرهای زیستی سرطان مولکولی
| نوع تومور         | نشانگر زیستی                                |
| ----------------- | ------------------------------------------- |
| پستان             | ER / PR (گیرنده استروژن / گیرنده پروژسترون) |
| پستان             | HER-2 / neu                                 |
| روده بزرگ         | EGFR                                        |
| روده بزرگ         | KRAS                                        |
| روده بزرگ         | UGT1A1                                      |
| معده              | HER-2 / neu                                 |
| GIST              | c-KIT                                       |
| سرطان خون / لنفوم | CD20                                        |
| سرطان خون / لنفوم | CD30                                        |
| سرطان خون / لنفوم | FIP1L1 - PDGFRalpha                         |
| سرطان خون / لنفوم | PDGFR                                       |
| سرطان خون / لنفوم | کروموزوم فیلادلفیا (BCR / ABL)              |
| سرطان خون / لنفوم | PML / RAR-alpha                             |
| سرطان خون / لنفوم | TPMT                                        |
| سرطان خون / لنفوم | UGT1A1                                      |
| ریه               | EML4 / ALK                                  |
| ریه               | EGFR                                        |
| ریه               | KRAS                                        |
| ملانوم            | BRAF                                        |
| پانکراس           | افزایش سطح لوسین، ایزولوسین و والین         |
| تخمدان            | CA-125                                      |

سایر نمونه‌های نشانگرهای زیستی:
- مهار کننده‌های تومور گمشده در سرطان
  - مثالها: BRCA1، BRCA2
- RNA
  - مثالها: mRNA، میکرو RNA[۶۶]
- پروتئین‌های موجود در مایعات بدن یا بافت.
  - مثالها: آنتی‌ژن اختصاصی پروستات و CA-125
- آنتی‌بادی‌های آنتی ژن‌های سرطانی
  - مثالها: ویروس پلی مایع سلول مرکل[۶۷]
- DNA
  - مثالها: DNA تومور در گردش (ctDNA)[۱۶]

## نشانگرهای زیستی سرطان عمومی
همه نشانگرهای زیستی سرطان لزوماً برای نوع خاصی از سرطان نیستند. برخی از نشانگرهای زیستی موجود در سیستم گردش خون را می‌توان برای تعیین رشد غیرطبیعی سلولهای موجود در بدن استفاده کرد. تمامی این نوع از نشانگرهای زیستی را می‌توان از طریق آزمایش خون تشخیصی شناسایی کرد. با آزمایش منظم، بسیاری از مسائل سلامتی مانند سرطان را می‌توان در مراحل اولیه کشف کرد و از مرگ‌های زیادی جلوگیری کرد.
تحقیقات نشان داده‌است که نسبت نوتروفیل به لنفوسیت یک تعیین‌کننده کلی برای بسیاری از سرطان‌ها است. این نسبت بر فعالیت سیستم ایمنی بدن تأثیر دارد که در پاسخ التهابی نقش دارند و در حضور تومورهای بدخیم بیشتر نشان داده می‌شود. علاوه بر این، فاکتور رشد اساسی فیبروبلاست (bFGF) پروتئینی است که در تکثیر سلول‌ها نقش دارد. متأسفانه، نشان داده شده‌است که فیبروبلاست در حضور تومورها بسیار فعال است. این نتیجه حاصل شده که ممکن است به سلولهای بدخیم کمک کند تا با سرعت بیشتری تولید مثل کنند. تحقیقات نشان داده‌است که می‌توان از آنتی‌بادی‌های ضد bFGF برای درمان تومورها از ریشه‌های مختلف استفاده کرد. علاوه بر این، فاکتور رشد شبه انسولین (IGF-R) در تکثیر و رشد سلول نقش دارد. این احتمال وجود دارد که در مهار آپوپتوز، مرگ مورد انتظار و از پیش برنامه‌ریزی شده سلول به دلیل برخی نقص‌ها نقش داشته باشد. به همین دلیل، در صورت وجود سرطانی مانند پستان، پروستات، ریه و کولورکتوم می‌توان سطح IGF-R را افزایش داد.
| نشانگر زیستی                      | شرح                                                                                 | بیوسنسور استفاده شده                |
| --------------------------------- | ----------------------------------------------------------------------------------- | ----------------------------------- |
| NLR (نسبت نوتروفیل به لنفوسیت)    | افزایش با التهاب ناشی از سرطان                                                      | نه                                  |
| فاکتور اصلی رشد فیبروبلاست (bFGF) | این سطح در صورت وجود تومور افزایش می‌یابد، به تولید مثل سریع سلولهای تومور کمک می‌کند | الکتروشیمیایی                       |
| فاکتور رشد شبه انسولین (IGF-R)    | فعالیت زیاد در سلولهای سرطانی، به تولید مثل کمک می‌کند                               | سنسور طیف‌سنجی امپدانس الکتروشیمیایی |